# Ferrari 250 GT Berlinetta LWB
Der Ferrari 250 GT Berlinetta LWB ist ein Sportwagen des italienischen Automobilherstellers Ferrari, der von 1955 bis 1959 in geringer Stückzahl produziert wurde. Das Fahrzeug ist auch als 250 GT Berlinetta Tour de France oder Passo Lungo bekannt. Es gehört zur Modellfamilie Ferrari 250 und war die sportliche Ergänzung der Tourenwagen 250 GT Boano/Ellena und 250 GT Coupé. Der straßentaugliche Berlinetta war auch bei internationalen Motorsportveranstaltungen erfolgreich. Die Karosserien kamen überwiegend von Pininfarina, einzelne Fahrzeuge erhielten Aufbauten von Zagato. Letztere werden in der Literatur gelegentlich als 250 GTZ Berlinetta bezeichnet.

## Hintergrund
Nach dem Ende des Zweiten Weltkriegs weitete das Modeneser Unternehmen Ferrari, dessen Anfänge im Rennsport liegen, seine Tätigkeit auf die Herstellung von Straßensportwagen aus. Zunächst entstanden nur Einzelstücke. 1953 erschien die mit 3,0 Liter großen Zwölfzylindermotoren ausgestattete Modellfamilie 250. Nachdem der 250 Europa (1953) und der 250 GT Europa (1954) jeweils nur in zweistelliger Zahl gefertigt worden waren, erreichte Ferrari mit dem 1955 vorgestellten 250 GT Boano/Ellena erstmals (niedrige) dreistellige Stückzahlen, und seinen Nachfolger 250 GT Coupé verkaufte Ferrari ab 1958 bereits 350 Mal. Parallel zu diesen reinen Straßensportwagen hatte Ferrari unter anderem den wettbewerbstauglichen 250 MM im Programm, dessen Fahrwerk wie bei den ganz frühen Ferraris eine vordere Querblattfeder hatte. Nachdem Ferrari bereits 1954 mit der Einführung des 250 GT Europa bei den Straßensportwagen auf vordere Schraubenfedern umgestellt hatte, vollzog das Unternehmen 1955 diesen Schritt auch bei den wettbewerbstauglichen Modellen nach: Der 250 MM wurde eingestellt und durch den 250 GT Berlinetta LWB ersetzt, dessen Fahrwerk dem der aktuellen Straßensportwagen entlehnt war. Wie sein Vorgänger, war er ein „universal einsetzbarer Ferrari“, der im Straßenverkehr und bei Autorennen gefahren werden konnte.
Der 250 GT Berlinetta LWB blieb fünf Jahre lang im Programm. In dieser Zeit wurden vier Serien gefertigt, die sich optisch und technisch in Details voneinander unterschieden; hinzu kamen einige Sondermodelle mit Zagato-Karosserie. 1960 ersetzte Ferrari den 250 GT Berlinetta LWB durch den 250 GT Berlinetta SWB, der einen deutlich kürzeren Radstand hatte. Zwischen dem 250 GT Berlinetta LWB und dem späteren SWB liegt eine Kleinserie von Interimsmodellen, die als Entwicklungsträger dienten.

## Nomenklatur
Die offizielle Bezeichnung des Fahrzeugs lautet „Ferrari 250 GT Berlinetta“. Die dreistellige Ziffer weist das Modell als der 250-Baureihe zugehörig aus. Diese Modellbezeichnung bezieht sich auf den Hubraum des Motors, konkret auf das Volumen eines einzelnen Zylinders, das hier etwa 250 cm³ beträgt.
Rückblickend wird der Werksbezeichnung vielfach die Buchstabenkombination LWB (Long Wheelbase, deutsch: langer Radstand) angefügt, um dieses Modell von seinem Nachfolger mit kürzerem Radstand zu unterscheiden. Beim Nachfolger wird die Modellbezeichnung dementsprechend vielfach um die Kombination SWB (Short Wheelbase) ergänzt. Diese Codierung war nicht werksoffiziell. Im Italienischen wurde gelegentlich von Passo Lungo und Passo Corto gesprochen. Die englischsprachigen Begriffe haben sich aber seit langem in der internationalen Klassikerszene durchgesetzt; auch Ferrari verwendet sie mittlerweile.
Eine weitere Zusatzbezeichnung ist „Tour de France“, mit der das bis 1959 produzierte Modell – nicht aber der Nachfolger Berlinetta SWB – vielfach verbunden wird. Sie knüpft an die Tour de France für Automobile an und nimmt auf deren 1956er Auflage Bezug, die Alfonso de Portago und Edmont Nelson in einem 250 GT Berlinetta der ersten Serie gewannen.

## Beschreibung

### Chassis
Das Chassis des 250 GT Berlinetta trägt die werksinterne Bezeichnung Tipo 508. Grundlage ist ein Rahmen aus ovalen Stahlrohren. Wie beim regulären 250 GT ist der Radstand 2600 mm. Die vorderen Räder sind einzeln an Doppelquerlenkern aufgehängt, mit Schraubenfedern, hydraulischen Houdaille-Hebelstoßdämpfern und einem Stabilisator. Hinten hat der 250 GT eine Starrachse mit zwei längs angeordneten Blattfedern, dazu zwei Längslenker und Houdaille-Stoßdämpfer. An allen vier Rädern sind hydraulisch betätigte Trommelbremse installiert.

### Motor und Antrieb
Als Antrieb dient eine Variante des Short-Block-Zwölfzylinders, der auf eine Konstruktion von Gioacchino Colombo aus dem Jahr 1947 zurückgeht und der sich in ähnlicher Form auch in den anderen Modellen der Ferrari-250-Familie findet. Im 250 GT Berlinetta ist die Version mit der Bezeichnung Tipo 128 eingebaut, wobei sich die Motoren der einzelnen Serien in Details voneinander unterscheiden. In jedem Fall hat der Zwölfzylindermotor einen Hubraum von 2953 cm³ (Bohrung × Hub: 73 × 58,8 mm). Der Zylinderbankwinkel beträgt 60 Grad. Jede Zylinderreihe hat eine obenliegende Nockenwelle, die von einer Kette angetrieben wird. Für jeden Zylinder gibt es ein Ein- und ein Auslassventil. Zu den Besonderheiten dieses Motorentyps gehört die Positionierung der Zündkerzen im Innern des V, das die beiden Zylinderreihen bilden. Die Verdichtung ist mit 9,5 :1 etwas höher als bei den regulären GT-Modellen (8,8 :1). Die Gemischaufbereitung übernehmen drei Weber-Doppelvergaser vom Typ 36DCL. Der Motor hat Nasssumpfschmierung. Die Motorleistung lag je nach Ausführung bei 260 PS (191 kW) bis 280 PS (206 kW). Das Vierganggetriebe ist voll synchronisiert. Auch insoweit unterscheidet sich der 250 GT Berlinetta LWB von seinem Vorgänger 250 MM.

### Karosserie
Die Aufbauten des 250 GT Berlinetta LWB sind auf ein möglichst geringes Gesamtgewicht ausgelegt. Die Karosserie besteht sowohl in den Pininfarina-Versionen als auch bei Zagatos Autos aus Aluminiumblechen. Die Heckscheibe ist aus Perspex; bei einigen Exemplaren gilt das auch für die Seitenverglasung. Teilweise wurde außerdem auf eine Innenverkleidung der Türen sowie auf Geräuschdämmung im Innenraum verzichtet. Das Gewicht der Pininfarina-Versionen liegt bei etwa 1050 kg trocken bzw. 1160 kg vollgetankt; die Versionen der Carrozzeria Zagato, die dünnere Aluminiumbleche verwendete, sind noch einmal um ca. 50 kg leichter.

### Fahrleistungen
Die Zeitschrift Motor Revue ermittelte 1958 mit einem Pininfarina-Berlinetta der dritten Serie mit 250 PS (184 kW) und einer Hinterachsuntersetzung von 4 : 1 folgende Fahrleistungen:
| Ferrari 250 GT Berlinetta LWB Pininfarina (Serie 3) | Ferrari 250 GT Berlinetta LWB Pininfarina (Serie 3) |
| --------------------------------------------------- | --------------------------------------------------- |
| 0–60 km/h                                           | 4,1 s (1. Gang)                                     |
| 0–80 km/h                                           | 5,6 s (1. Gang)                                     |
| 0–100 km/h                                          | 7,6 s (1. und 2. Gang)                              |
| 0–120 km/h                                          | 9,4 s (1. und 2. Gang)                              |
| 0–140 km/h                                          | 11,7 s (1. und 2. Gang)                             |
| 0–160 km/h                                          | 15,0 s (1. bis 3. Gang)                             |
| 0–180 km/h                                          | 19,3 s (1. bis 3. Gang)                             |
| 0–200 km/h                                          | 26,3 s (1. bis 4. Gang)                             |
| Höchstgeschwindigkeit                               | 245 km/h                                            |

## Die Pininfarina-Modelle
Von 1955 bis 1959 entstanden etwa 77 Exemplare der 250 GT Berlinetta LWB mit einer von Pininfarina entworfenen Karosserie. Die Wagen wurden nicht bei Pininfarina aufgebaut, sondern bei der Carrozzeria Scaglietti. Alle Versionen haben eine betont lange Motorhaube mit geschwungenen Kotflügeln, in deren vordere Enden je ein Rundscheinwerfer eingelassen ist. Die Positionierung der Scheinwerfer variiert. Die Kühleröffnung ist oval. Bei einigen Fahrzeugen sind dort Zusatzscheinwerfer eingelassen. Zwischen dem Radausschnitt und der Tür gibt es auf beiden Seiten eine große vergitterte Entlüftungsöffnung. Hinter der Tür fällt das Dach fließend zum Kofferraumdeckel ab; ein Seitenfenster in der C-Säule gibt es nicht. Die hinteren Kotflügel sind profiliert. Ihre obere Kante verläuft waagerecht bis zu den vertikalen Heckleuchten. Die Grundform der Karosserie blieb über den Produktionszeitraum unverändert; Detailmodifikationen gab es aber wiederholt im Bereich der C-Säule und der Scheinwerfer.

### Serie 1

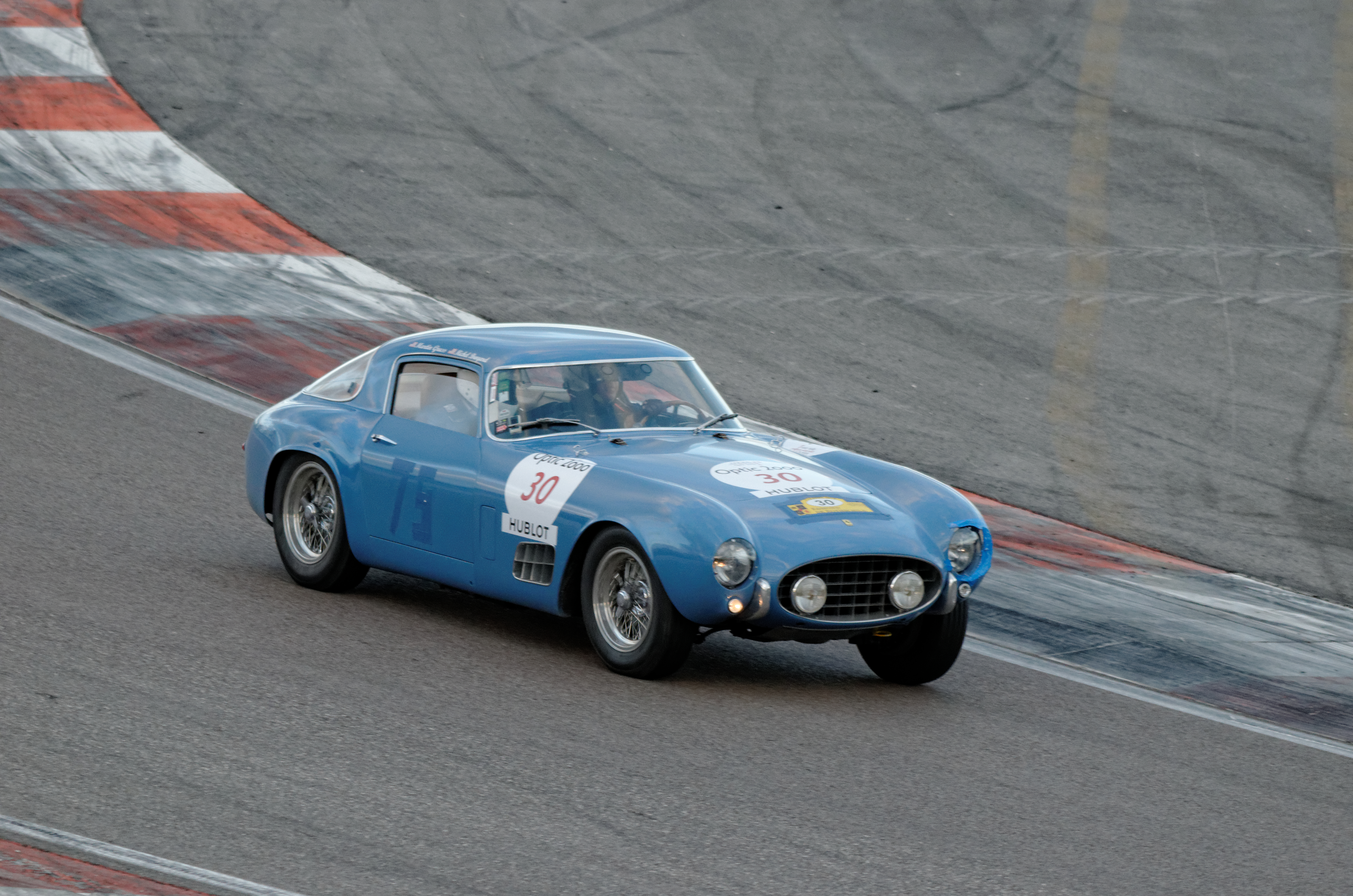
Ferrari 250 GT Berlinetta Serie 1

Die erste Serie der Pininfarina-Modelle entstand von 1955 bis 1956. Sie umfasst acht Fahrzeuge, die sich auf die Fahrgestellnummern 0503GT bis 0619GT verteilen. In die Autos dieser Serie wurden Motoren vom Typ 128B eingebaut. Äußere Erkennungsmerkmale sind die nach vorn abfallenden vorderen Kotflügel, in die die Rundscheinwerfer eingelassen sind, eine hintere Panoramascheibe und eine glattflächig verkleidete schmale C-Säule ohne Luftauslässe.

### Serie 2
Die zweite Serie wurde 1956 hergestellt. Sie unterscheidet sich von der ersten Serie vor allem durch die Neugestaltung der C-Säule. Es gibt keine hintere Panoramascheibe mehr. Die C-Säule ist voll verkleidet und hat 14 parallel angeordnete, unterschiedlich große Öffnungen, die der Innenraumentlüftung dienen. Die Motorhaube trägt nun eine Lufthutze. Die Haube ist komplett abnehmbar. Anstelle von Stoßstangen sind nur knappe verchromte Hörner installiert. Die ersten Fahrzeuge der zweiten Serie sind wie schon die Vorgänger mit dem Tipo-128B-Motor ausgestattet, spätere Fahrzeuge hingegen haben den Tipo 128C, der drehmomentstärker ist. Von dieser Serie entstanden neun Stück.

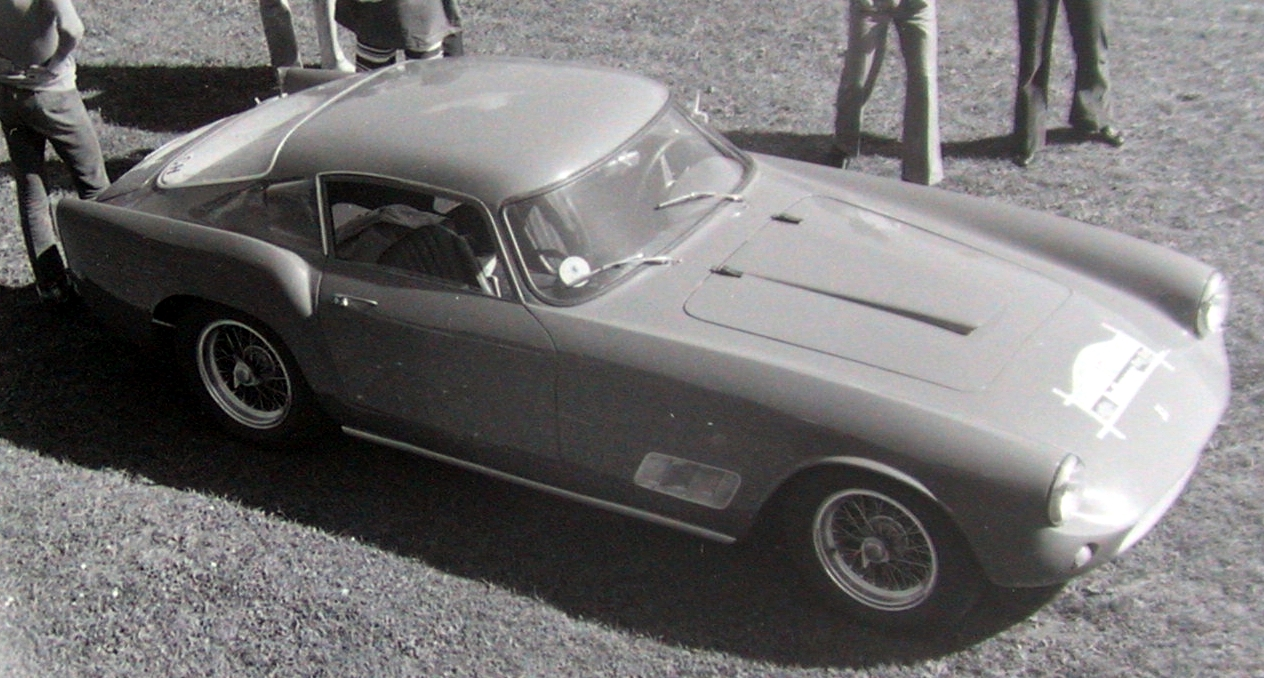
Ferrari 250 GT Berlinetta LWB „Tour de France“

### Serie 3

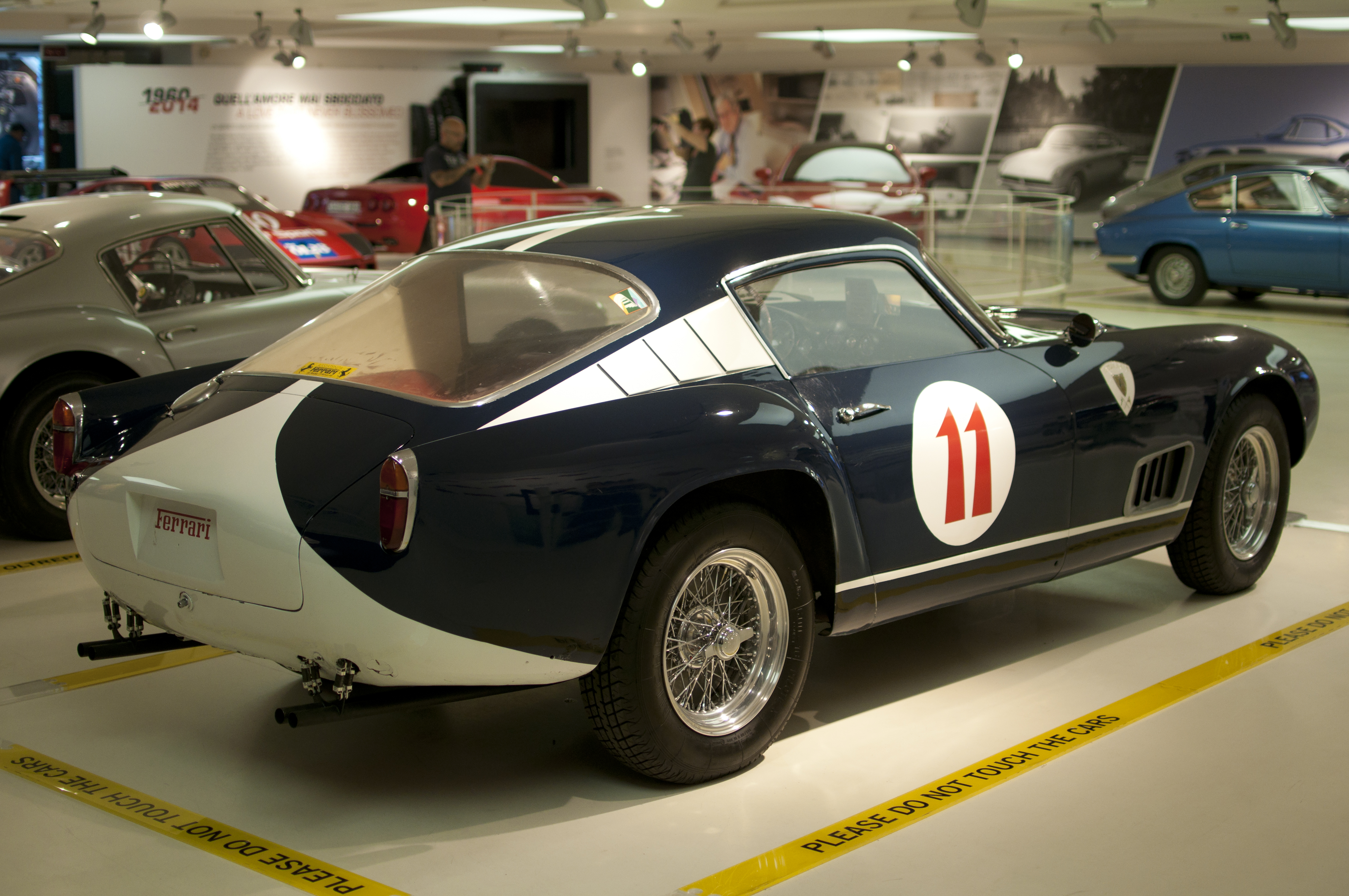
Ferrari 250 GT Berlinetta Serie 3

Die dritte Serie wurde 1957 aufgebaut. Sie unterscheidet sich von den Vorgängermodellen zunächst durch neu gestaltete vordere Kotflügel: Die Scheinwerfer sind nun zurückversetzt und befinden sich hinter einer Abdeckung aus Plexiglas. Auch die C-Säule ist neu gestaltet: Sie hat nur noch drei Entlüftungsöffnungen. Viele, aber nicht alle Exemplare haben schmale vordere Stoßstangen, die an der Karosserie befestigt sind. Der Tipo-128C-Zwölfzylinder wurde weiterhin eingesetzt. Neu war allerdings eine Einscheibenkupplung. Von der dritten Serie entstanden 18 Fahrzeuge.

### Serie 4
Die vierte Serie, deren Produktion sich auf die Jahre 1958 und 1959 verteilt, ist die umfangreichste. Insgesamt fertigte Scaglietti 36 Fahrzeuge (Fahrgestellnummern 0897GT bis 1401GT). Äußerlich unterscheiden sie sich von den Vorgängern durch eine erneut veränderte C-Säule: Jetzt gibt es nur noch eine Lüftungsöffnung. Die Positionierung der Scheinwerfer ist unverändert, allerdings fehlt die Plexiglasabdeckung. Der Motor wurde nochmals geringfügig überarbeitet; er trägt nun die Bezeichnung Tipo 128D.

## Die Zagato-Modelle

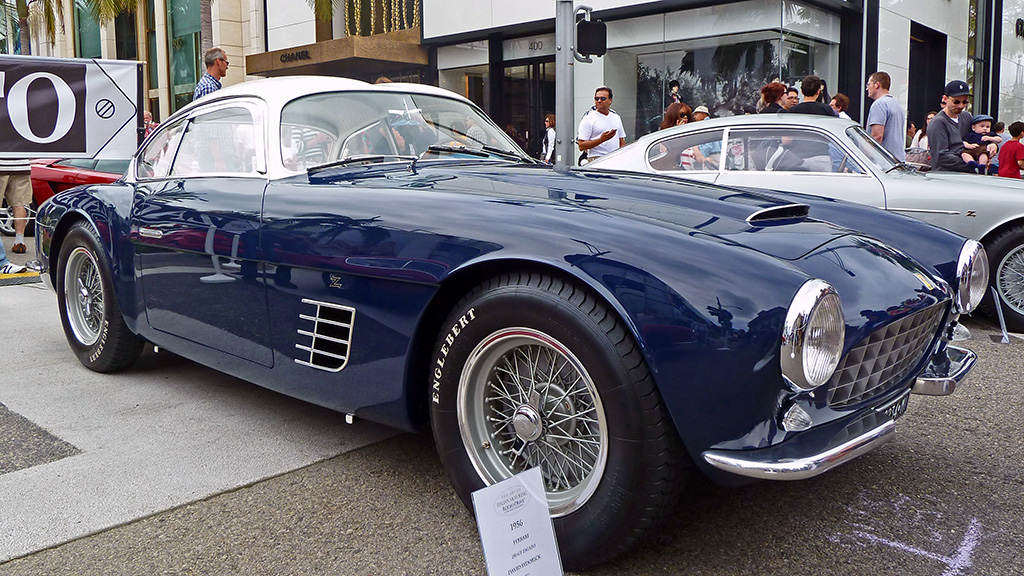
Vladimiro Galuzzis Ferrari 250 GT Berlinetta Zagato (Nr. 0515GT)

Das Mailänder Designstudio Zagato kleidete zwischen 1956 und 1959 insgesamt fünf 250 GT Berlinettas ein. Sie werden gelegentlich auch als 250 GTZ Berlinetta bezeichnet. Der GTZ hatte einen sehr kleinen Kundenkreis: Je zwei Kunden bestellten zwei Autos.
In technischer Hinsicht sind die Zagato-Berlinettas mit den Pininfarina-Versionen identisch, haben aber gänzlich eigenständige Karosserien. Die ersten vier Aufbauten ähneln sich, sind aber nicht vollständig identisch; das letzte, 1959 entstandene Exemplar ist individuell. Der Entwurf aller Aufbauten geht auf Elio Zagato zurück. Alle Zagato-Berlinettas sind Stufenheckcoupés. Die ersten vier haben sehr leicht wirkende Fahrgastzellen mit dünnen Säulen und einem Z-förmigen Knick in der C-Säule. Drei von ihnen haben außerdem die für Zagato typischen doppelten Ausbuchtungen auf dem Dach, die als Double Bubble bekannt sind.
- Das erste Modell (Fahrgestellnummer 0515GT) übernahm der Rennfahrer Vladimiro Galuzzi, der das Auto zu einigen Wettbewerben an den Start brachte.
- Das zweite Fahrzeug (0537GT) lehnte sich stilistisch an Galluzzis Auto an, war aber noch leichter. Es wurde an den ehemaligen Kampfflieger Camillo Luglio geliefert, der mit ihm die Italienische Sportwagenmeisterschaft 1956 gewann.[12]
- Das dritte Auto (0665GT) ging ebenfalls an Luglio, der 1957 damit wiederum an Rennen teilnahm. Er wurde in diesem Jahr erneut italienischer Sportwagenmeister und belegte in seiner Klasse den zweiten Rang bei der Mille Miglia 1957.
- Das vierte Auto (0689GT) entsprach äußerlich dem zweiten, hatte aber keinen „Double Bubble“.
- Der fünfte und letzte GTZ (1367GT) entstand 1959. Er ging an erneut Vladimiro Galuzzi, der bereits den ersten Wagen übernommen hatte. Diese Version war nicht für Wettbewerbe gedacht, sondern für den Alltagseinsatz. Es hat eine eigenständige Karosserie mit hinterer Panoramascheibe und auffälligen Heckflügeln; die „Double Bubbles“ fehlen.[13]

## 250 GT Berlinetta Interim

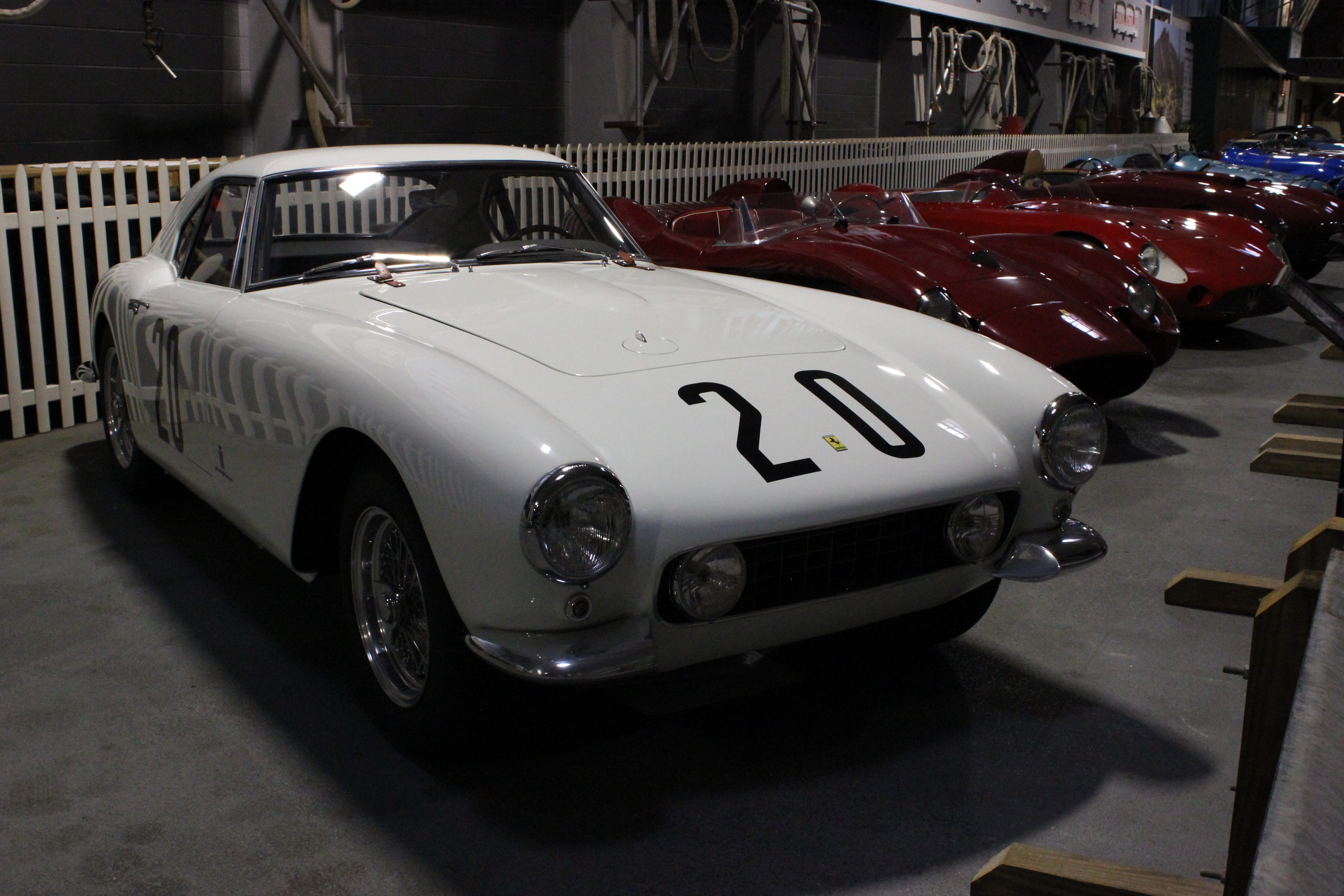
Ferrari 250 GT Berlinetta Interim

1959 entstand der 250 GT Berlinetta Interim als Bindeglied zwischen dem bisherigen „Tour de France“ und dessen Nachfolger 250 GT Berlinetta SWB. Scaglietti baute sieben Fahrzeuge auf, die im Wesentlichen als Testfahrzeuge dienten. Sie haben noch den langen Radstand des „Tour de France“, aber bereits eine Pininfarina-Karosserie im Stil des neuen Berlinetta SWB. Äußerlich unterscheiden sie sich vom SWB durch ein zusätzliches Seitenfenster in den Türen, das dem späteren Serien-SWB fehlt. Vom Vorgängermodell stammt auch der Motor Tipo 128D. Die Verdichtung variiert zwischen 9,2 :1 und 9,7 :1.

## Testbericht
Der belgische Rennfahrer und Journalist Paul Frère testete 1958 für das Magazin Motor Revue einen Pininfarina-Berlinetta der dritten Serie. Er bestätigte die Werksangaben zu den außergewöhnlich hohen Fahrleistungen und attestierte „peinlichste Sorgfalt in der Konstruktion der geringsten Details.“ Der Wagen sei sehr sportlich und habe ein „ungeheures Anzugsvermögen“. Auf schlechten Straßen biete er keinerlei Komfort, aber das Fahrwerk sei den Strapazen schärfsten Fahrens auch auf miserablen Straßen gewachsen.

## Rennsporterfolge
Nachdem Alfonso de Portago und Edmont Nelson 1956 die Tour de France für Automobile gewonnen hatten, gingen die Siege der Jahre 1957, 1958 und 1959 an die Berlinetta-Piloten Olivier Gendebien und Lucien Bianchi. 1957 und 1958 gewannen Gendebien und Paul Frère die 12-Stunden-Rennen von Reims, und bei der Mille Miglia 1957 kam Gendebien im Berlinetta auf Platz drei ins Ziel, acht Minuten hinter dem Sieger Piero Taruffi im stärker motorisierten Ferrari 335S.